# Kris Kristofferson

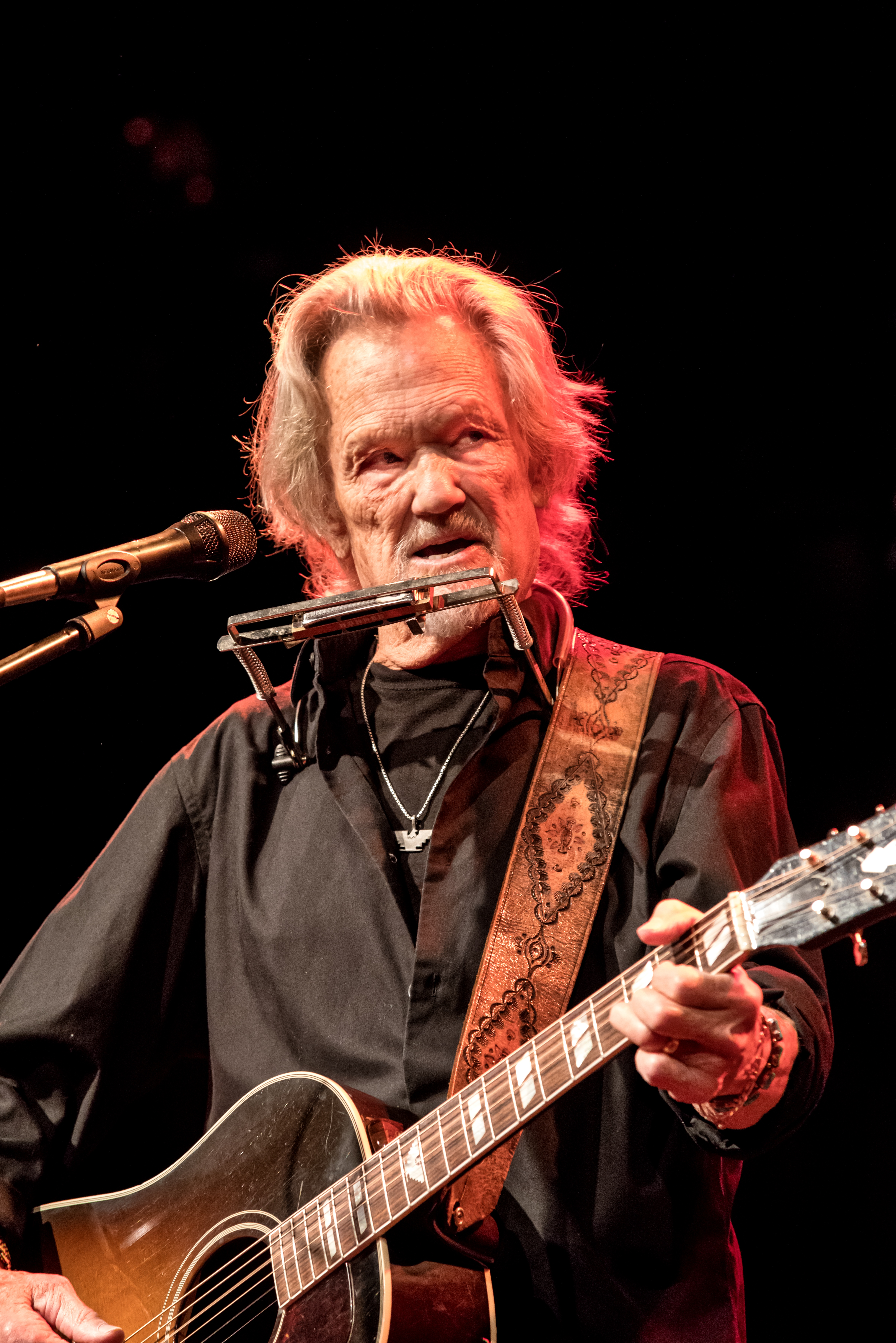
Kris Kristofferson, Zelt-Musik-Festival 2017 Freiburg im Breisgau, Německo

Kristoffer Kristofferson nebo také Kris Kristofferson (22. června 1936, Brownsville, Texas, USA – 28. září 2024 Maui, Havaj) byl americký zpěvák, textař a hudební skladatel v žánru country music, a filmový herec.

## Životopis
Od mládí byl velkým ctitelem jednoho z klasiků žánru americké country hudby Hanka Williamse. Pocházel z vojenské rodiny, jeho otec byl generálmajorem amerického válečného letectva. Během studií na univerzitě se věnoval sportu a psal své první povídky a romány. V té době napsal i své první písně. Během studií v anglickém Oxfordu dopsal své dva romány a pokoušel se zde neúspěšně o kariéru rokenrolového zpěváka pod pseudonymem Kris Carson. Avšak nebyl zde úspěšný ani v hudbě ani na poli literatury, jeho romány se vydavatelům nelíbily ani na jedné straně Atlantiku. 
V roce 1960 zanechal všech studií, oženil se a narukoval do armády, kde plných pět let sloužil jako pilot vrtulníku. Během vojenské služby začal vystupovat v armádních klubech na vojenských základnách NATO a pilně skládal další písně. 
V roce 1965 se seznámil s Johnny Cashem. Opustil zajištěné postavení profesora anglického jazyka na americké vojenské akademii ve West Pointu. Začal úplně znova od píky. Byl barovým vrátným, pilotem vrtulníku u naftařské společnosti v Mexickém zálivu. Až v roce 1968 se konečně dočkal prvního úspěchu v podobě své první profesionální smlouvy. Postupem několika příštích let se stal uznávanou a obdivovanou hvězdou americké country music. V roce 1970 získala Cashem nazpívaná píseň Nedělní ráno (v originále Sunday Mornin' Comin' Down) cenu Píseň roku od CMAA.
Později se stal i úspěšným filmovým hercem. Mezi nejznámější filmy, ve kterých hrál, patří např. Convoy (1978) nebo akční série o lovci upírů s Wesley Snipsem v hlavní roli Blade (1998), Blade II (2002) a Blade: Trinity (2005). Pat Garrett and Billy the Kid (1973). Kris Kristofferson byl třikrát ženatý a měl osm dětí.

### Hudba
Své nejznámější hity složil a nazpíval koncem šedesátých a začátkem sedmdesátých let 20. století. V sedmdesátých letech vystupoval se svou druhou ženou Ritou Coolidge. V letech 1985–1995 byl společně s Johnnym Cashem, Waylonem Jenningsem a Williem Nelsonem členem superskupiny The Highwaymen. Kris Kristofferson vydal desítky alb a dlouhou řadu singlů, a získal řadu ocenění. V roce 2004 byl uveden do Country Music Hall of Fame (česky Síň slávy country hudby). V roce 2006 získal cenu Johnnyho Mercera ze Songwriters Hall of Fame (česky Síň slávy „písničkářů“).

## Hity
- Fallen Angel (duet s Ritou Coolidge) (česká coververze Žalman & spol.: Padlý anděl)
- For the Good Times (česká coververze mj. Michal Tučný a Greenhorns: Ještě je čas)
- From the Bottle to the Bottom
- Good Christian Soldier (česká coververze Michal Tučný a Fešáci: Kousek lásky)
- Help Me Make It Through the Night (7 různých českých coververzí)
- I May Smoke Too Much (česká coververze Pavel Bobek: Proč mám v koutě stát)
- Jody and the Kid (česká coververze Michal Tučný a Fešáci: Slída)
- Lovin' Her Was Easier (česká coververze Pavel Brümer a Fešáci: Ranní ticho)
- Me and Bobby McGee (česká coververze Pavel Bobek: Chvíle, kdy jsem byl s ní)
- Smokey Put the Sweat on Me (česká coververze Pavel Bobek: Tak já se loučím)
- Stranger (česká coververze Pavel Bobek: Známe se míň než chvíli)
- Sunday Morning Coming Down (česká coververze Pavel Bobek: Nedělní ráno)
- The Bigger the Fool, the Harder the Fall (duet s Ritou Coolidge) (česká coververze Wabi Daněk: Čím větší bloud, tím tvrdší pád)
- The Highwayman (s kvartetem The Highwaymen) (česká coververze mj. Michal Tučný, Zdeněk Rytíř, Wabi Ryvola a Pavel Bobek: Desperát)
- Why Me, Lord (české coververze Naďa Urbánková: Hlídej můj spánek, lásko, Minnesengři: Dej mi tón, Karel Gott: Tady jsem a Michal Tučný: Pane můj)

V tomto článku byl použit překlad textu z článku Kris Kristofferson na anglické Wikipedii.